# Yougoslavie aux Jeux olympiques d'été de 1932
La République fédérale de Yougoslavie participe aux Jeux olympiques d'été de 1932 à Los Angeles. Sa délégation est composée de 1 athlète Veljko Narančić. Elle ne remporte aucune médaille.

## Athlétisme
| Athlète         | Épreuve          | Séries       | Séries  | Finale   | Finale |
| Athlète         | Épreuve          | Résultat     | Rang    | Résultat | Rang   |
| --------------- | ---------------- | ------------ | ------- | -------- | ------ |
| Veljko Narančić | Lancer du disque | 37,35 mètres | 18e (E) | NC       | NC     |